# جيمس ويلكنسون
جيمس ويلكنسون (بالإنجليزية: James H. Wilkinson)‏ (ولد في 27 سبتمبر 1919 - توفي في 5 أكتوبر 1986) عالم حاسوب إنكليزي، اشتهر بعمله في مجال التحليل عددي، فاز بجائزة تورنغ في عام 1970.

## روابط خارجية
- جيمس ويلكنسون على موقع الموسوعة البريطانية (الإنجليزية)